# Indicació geogràfica de begudes espirituoses
La indicació geogràfica (IG) de begudes espirituoses (fins al 2008 s'anomenava Denominació geogràfica) és la indicació utilitzada per a les begudes espirituoses que s'elaboren en una zona geogràfica determinada d'on n'obtenen el caràcter i les qualitats definitives essencials. Està regulat a la Unió Europea pel Reglament (CE)Nº110/2008 del parlament europeu i del consell de 15 de gener de 2008 relatiu a la definició, designació, presentació, etiquetat i protecció de la indicació geogràfica de begudes espirituoses amb unes normes inspirades en la denominació d'origen protegida, però específiques per les begudes espirituoses.
Les diferents categories de begudes espirituoses són:
- Rom, inclòs el rom agrícola.
- Whisky o whiskey.
- Beguda espirituosa de cereals, anomenada Korn o Kornbrand en alemany.
- Aiguardent de vi
- Brandi o Weinbrand
- Aiguardent de brisa o marc, anomenat orujo a Galícia o grappa a Itàlia.
- Aiguardent de pellofa de fruita.
- Aiguardent de pansa, o raisin brandy.
- Aiguardent de fruita.
- Aiguardent de sidra.
- Aiguardent de genciana.
- Beguda espirituosa de fruits, en particular el patxaran.
- Beguda espirituosa al ginebró: gin, ginebra, Wacholder, genebra, genièvre, jenever o genever.
- Beguda espirituosa a l'alcaravia, inclou akvavit i aquavit.
- Beguda espirituosa anisada, inclou l'anís, pastis i ouzo grec.
- Beguda espirituosa de sabor amarg, amer o bitter.
- Vodka.
- Licor, inclosa la denominació «crema de».
- Licor a base d'ou, advocaat, avocat o Advokat.
- Licor a l'ou.

## Indicacions geogràfiques registrades
- Catalunya
  - Ratafia catalana.[2]
- Illes Balears:
  - Palo de Mallorca.
  - Gin de Menorca.
  - Herbes de Mallorca.
  - Herbes Eivissenques.
- País Valencià:
  - Aperitiu Cafè d'Alcoi
  - Cantueso alacantí.
  - Herbero de la Serra de Mariola
  - Anís Paloma de Monfort del Cid